# Cuộn dây Tesla

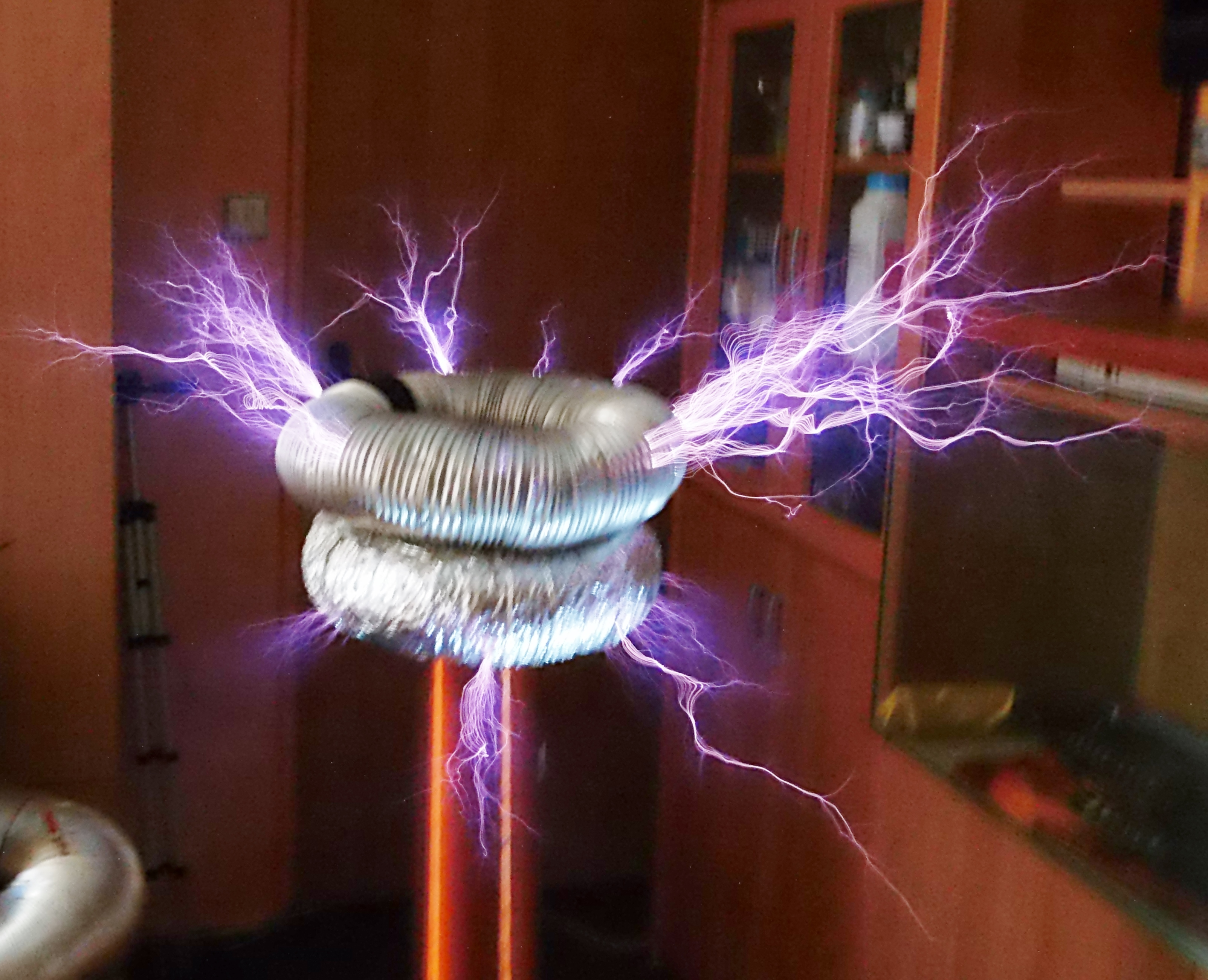
Hình 1: Cuộn dây Tesla đang hoạt động cho thấy chùm tia lửa điện hình chổi phóng ra từ tụ điện hình xuyến đạt trên đầu cuộn thứ cấp

Cuộn dây Tesla là một máy biến áp cộng hưởng do Nikola Tesla sáng chế khoảng năm 1891. Nó được sử dụng để sản xuất dòng điện xoay chiều cao áp, cường độ thấp, tần số cao. Tesla đã thử nghiệm với một số cấu hình khác nhau bao gồm mạch điện cộng hưởng hai, hoặc đôi khi là ba. Một đặc điểm không thể không đề cập ví nó đã mang lại bằng sáng chế cho Nikola Tesla đó là cuộn thứ cấp là 1 bộ cộng hướng 1/4 bước sóng. (chiều dài dây quấn cuộn L2=1/4 chiều dài bước sóng mà nó cộng hưởng) 
Tesla sử dụng các cuộn dây để tiến hành thí nghiệm tiên tiến trong điện chiếu sáng, lân quang, tạo ra tia X, hiện tượng dòng điện xoay chiều tần số cao, điện xung trị liệu, và truyền tải điện năng không dây. Mạch cuộn dây Tesla đã được sử dụng trong thương mại phát sóng vô tuyến điện báo cho sparkgap không dây đến năm 1920, và trong các thiết bị y tế như các thiết bị quang điện và thiết bị tia cực tím. Ngày nay việc sử dụng chính của cuộn dây Tesla là để giải trí và hiển thị trong giáo dục, mặc dù cuộn dây nhỏ vẫn còn được sử dụng ngày nay như là cách phát hiện rò rỉ cho các hệ thống chân không cao.

## 1 Cấu tạo
Một cuộn Tesla bao gồm 2 phần: một cuộn sơ cấp và một cuộn thứ cấp, mỗi cuộn dây đều có tụ điện riêng (tụ điện lưu trữ năng lượng điện giống như pin). Về cơ bản, cuộn dây Tesla là một máy biến thế lõi không khí. Một thành phần cơ bản thứ 3 không thể bỏ qua đó là khe đánh lửa nó hoạt động như thiết bị đóng cắt.
Cuộn Tesla cần một nguồn điện cao áp để nạp vào tụ C1. Nguồn điện thông thường đi qua một biến áp có thể sản xuất ra dòng điện với điện áp cần thiết (ít nhất là 3 ngàn vôn).

## 2 Nguyên lý hoạt động

Hình 2:chùm sóng sine trong cuộn sơ cấp kiêu dao đông tắt dần

Hỉnh 3:chùm sóng sine trong cuộn thứ cấp kiểu dao đông tăng biên độ dần

Hình 4:chùm sóng sine trong cuộn sơ cấp mô phỏng bằng Proteus theo kiểu dao đông tắt dần

Khi hệ thống được cấp điện. Trong khoảnh khắc (1/2 chu kỳ điện lưới),Tụ điện C1 được nạp gần đầy tia lửa điện sẽ xuất hiện, cho phép năng lượng chứa trong C1 xả vào cuộn dây sơ cấp L1 (phần tô màu đỏ cam tong hình 4) tiếp theo là 1 loạt chuyển đổi năng lượng qua lại giữa C1 và L1 còn gọi là hiện tượng dao động cộng hưởng do tia lửa điện duy trì khoảng 5-->10 chu kỳ dao động của cuôn sơ cấp cũng là thời gian đủ cho năng lượng từ cuộn sơ cấp chuyển qua cuộn thứ cấp bằng hiện tượng hổ cảm, sóng tại cuộn thứ cấp có dạng theo hình 3. Cuối cùng, điện tích trong tụ C2 lên cao đến mức nó thoát ra dưới dạng tia lửa điện.
```
Trường điện từ
 tần số cao có thể thắp sáng các bóng 
đèn huỳnh quang
 cách xa vài bước chân mà không cần dây điện kết nối.
```

Trong một cuộn dây Tesla được thiết kế hoàn hảo, khi cuộn dây thứ cấp đạt mức điện tích tối đa, toàn bộ quá trình sẽ bắt đầu lại và thiết bị sẽ có khả năng tự duy trì. Tuy nhiên trong thực tế, điều này không xảy ra. Không khí bị đốt nóng ở khe đánh lửa sẽ kéo một số lượng điện từ các cuộn dây thứ cấp và quay trở lại khe đánh lửa, vì vậy cuối cùng cuộn dây Tesla sẽ hết năng lượng. Đây là lý do tại sao các cuộn dây phải được bổ sung năng lượng bằng cách nối với một nguồn cung cấp điện bên ngoài.
Nguyên tắc cơ bản đằng sau cuộn dây Tesla chính là hiện tượng cộng hưởng. Cộng hưởng sẽ xảy ra khi cuộn dây sơ cấp bắn dòng điện vào cuộn dây thứ cấp đúng thời điểm để tối đa hóa năng lượng chuyển vào các cuộn dây thứ cấp.
Một đặc điểm rất riêng của cuộn dây Tesla là nó hoạt động theo chế độ gián đoạn với duty của việc cấp năng vào cuộn Tesla rất nhỏ 1 phần mười ngàn (100 xung của tụ C1 xả vào cuộn dây L1 với tổng thời gian khoảng vài trăm micro giây) vì thế với  công suất RMS khá nhỏ nhưng nó có thể phát ra những chùm sóng sine có năng lượng tức thời cực lớn (hàng megawatt) chính vì thế nó phóng những tia sét nhân tạo một cách rất ngoạn mục.
Mặc dù cuộn dây Tesla (Tesla coil) không còn được ứng dụng thực tế nhiều nữa, song phát minh của Tesla đã làm nên cuộc cách mạng về cách chúng ta hiểu và sử dụng điện.

## 3 Năng lượng đầu vào và đầu ra của cuộn Tesla

##### 3.1 Công suất máy biến áp cấp nguồn cho cuộn Tesla
Để thực hiện cuộn Tesla truyền thống người ta thường dùng biến áp NST (Neon sign transformer) có cống suất khoảng 200VA đên 900VA. Biến áp NST rất thích ứng cho ứng dụng này vì dòng ra của nó khoảng 30mA cho dù chập mạch cũng không bị quá tải và không gây cháy nổ. Biến áp này thường có các cấp cao thế 5KV đến 21Kv đỉnh đối đỉnh(peak to peak voltage).

#### 3.2 Năng lượng chứa trong tụ C1
Ứng dụng công thức
J=1/2CV2
Lấy 1 giá trị trung bình cho 3 tham số C;V;F
C=68nF
V=14kV
F=Tần số cộng hưởng 200Kz
Ta có
J=1/2*68*10−9*(14000)2=6,66joule=6,66watt/s

###### 3.3 Công suất đầu vào cuộn Tesla
Trong 1 giây nếu dùng lưới điện 50 Hz, số lần nạp và xả của tụ C là 100 lần
Nên công suất của cuộn Tesla trên là
6,66*100=666w

#### 3.4 Công suất tức thời của cuộn Tesla
Thời gian ½ chu kỳ của tần số 200 Kz là 2,5micro giây.
Khi khe đánh lửa SG phóng điện (xem như đóng) tụ C sẽ xả vào cuộn dây L ứng với thời gian trên do đó công suất tức thời của việc chuyển giao gói năng lượng từ C vào L là
6,66/(2.5*10−6)=2,664*106=2,66 Mw.
Công suất tức thời rất lớn so với công suất liên tục (2,66Mw so với 666w)

### 3.5 Dòng qua cuộn sơ cấp
Trong cuộn Tesla cổ điển dòng qua cuộn sơ cấp thường vượt ngưỡng KA.
Trong cuộn Tesla SRSSTC dòng qua cuộn sơ cấp thường ở ngưỡng chục A nhưng bù lại 
thời gian cấp năng kéo dài hàng trăm chu kỳ nên vẫn tạo được cao áp vài trăm KV.
Trong cuộn Tesla DRSSTC dòng qua cuộn sơ cấp thường ở ngưỡng trăm A thời gian cấp năng kéo dài vài chục chu kỳ và tia lửa điện có thể đạt 3m.

#### 3.5 Công suất đầu ra của cuộn Tesla
Có 2 cách nhìn nhận công suất một là công suất tức thời hai là công suất bình quân.
Trong cuộn Tesla cổ điển công suất tức thời khá dễ dàng đạt ngưởng Mw.
Trong cuộn Tesla DRSSTC công suất tức thời khá để dàng đạt ngưỡng trăm Kw.
Công suất bình quân thường vài trăm w cho cỡ vừa đến vài Kw cho cỡ lớn, vài chục watt cho cuộn Tesla cỡ nhỏ. Thậm chí với mạch dao động của 1 transistor 2N2222 với công suất vài trăm mW vẩn tạo ra được sóng điện từ quanh cuộn Tesla ở cự ly gần.

## 4 Cuộn Tesla truyền thống& cuộn Tesla hiện đại
Gần đây người ta đưa công nghệ bán dẫn vào cuộn Tesla hiện đại, theo thuật ngữ viết tắt tiếng Anh SSTC (Solid State Tesla Coil) SSTC lại chia làm 2 loại SRSSTC (Single Resonancce) và DRSSTC (Dual Resonance) loại mới này chỉ cần sử dụng điện áp nguồn vài trăm volt so với hàng chục KV theo kiểu cũ, vừa loại bỏ được máy biến thế NST, máy đánh lửa và tiếng ồn của nó mà vẫn mang lại nhiều hiệu ứng hiện đại ví dụ quả cầu plasma, cuộn Tesla phát ra tiếng nhạc.

### 4.1 Chuyển đổi năng lượng trong cuộn Tesla hiện đại

Hinh5:chùm sóng sine hàng trăm chu kỳ trong cuộn sơ cấp kiêu dao đông tăn biên độ dần

Hinh6:chùm sóng sine vài chục chu kỳ trong cuộn sơ cấp kiêu dao đông tăn biên độ dần

Trong cuộn tesla truyền thống trong 1 giây chỉ có 100 hoặc 120 lần cung cấp năng lượng, với thời gian cung cấp cực ngắn(vài micro giây) nên nó cần nhũng xung năng lượng cực lớn hàng nghìn Kw,theo hình 4. Gần đây một số người cố nâng công suất đầu vào bằng cách dùng biến thế lò viba nối tiếp tăng 4 điện áp và dùng khe đánh lửa chạy bằng động cơ không đồng bộ tốc độ cao cũng có hiệu quả.
  Trong cuộn Tesla hiện đại người ta có thể tăng số xung trong 1 giây lên 400 BPS (Burts Per Second) ngoài ra trong một lần cấp năng lượng vào người ta cấp 1 chùm sóng vuông dài vài trăm chu kỳ trong cuộn Tesla SRSSTC theo hình 5, vài chục chu kỳ trong DRSSTC theo hình 6 với sóng có dạng tăng dần biên độ trái ngược với kiểu cổ điển.
Một đặc tính kỹ thuật không thể không quan tâm là hệ số hổ cảm giữa cuộn sơ cấp và cuộn thứ cấp phải nhỏ hơn 0,3.